# Wilfred Backhouse Alexander
Pour les articles homonymes, voir Alexander.
Wilfred Backhouse Alexander est un ornithologue et un entomologiste britannique, né le 4 février 1885 à Croydon dans le Surrey et mort le 8 décembre 1965. Il est le frère d'Horace Alexander.

## Biographie
Alexander étudie l'histoire naturelle à l'université de Cambridge. Il est directeur-assistant du Cambridge Museum of Zoology de 1910 à 1911. En 1912, il part en Australie et travaille au Western Australian Museum de Perth en Australie jusqu'en 1920. Il part alors travailler au Commonwealth Prickly Pear Board de Brisbane. Comme ses recherches pour contrôler les populations du figuier de Barbarie réclament de nombreux voyages en Amérique du Sud, Alexander passe son temps en observant les oiseaux marins. Il tire un livre de ses observations sous le titre de Birds of the Ocean, un guide de terrain avant l'heure. En 1926, il part travailler à l'American Museum of Natural History.
Alexander retourne en Grande-Bretagne en 1929. En 1930, il devient le directeur du tout nouveau Oxford Bird Census (baptisé plus tard le Edward Grey Institute of Field Ornithology). En 1945, il se retire des fonctions de directeur et devient le bibliothécaire de l'Institut, fonction qu'il occupe jusqu'en 1955. Il lègue sa bibliothèque ornithologique personnelle qui constituera le noyau originel de la bibliothèque qui lui sera plus dédiée.

## Orientation bibliographique
- J.K. A. (1966). Wilfred Backhouse Alexander, (1885-1965), The Ibis, 108 (1) : 288-289.